# Leptidosophia flava
Leptidosophia flava là một loài ruồi trong họ Tachinidae.